# The Jonathan Ross Show
The Jonathan Ross Show è un programma televisivo britannico di genere talk show, in onda su ITV ogni sabato sera dal 3 settembre 2011. Viene trasmesso anche in Australia, Nuova Zelanda, Svezia e, dal 2014, in Irlanda e negli Stati Uniti d'America.
Il programma, condotto da Jonathan Ross, nasce dopo la fine, nel luglio 2010, di Friday Night with Jonathan Ross, in onda su BBC One. Esso prevede una serie di interviste a personaggi della musica e del mondo dello spettacolo.

## Storia
Le prime undici serie del programma furono registrate ai London Studios, ad eccezione di un episodio del 2013 che fu registrato al Television Centre. 
Nel novembre 2011 fu annunciato che Ross aveva firmato un nuovo contratto biennale per la trasmissione di due altre serie del programma da 10 episodi ciascuna, più uno speciale natalizio. Un anno dopo fu annunciata la prosecuzione del programma per un'altra serie, la quarta, in programma nel 2013.
Nel luglio 2013 furono annunciate due nuove serie da trasmettere nel 2014.
Il 20 ottobre 2014 ITV comunicò la continuazione dello show fino alla fine del 2015, con due altre serie e uno speciale natalizio.
L'undicesima serie ebbe inizio nell'autunno del 2016 e proseguì con uno speciale natalizio. 
Nel maggio 2017 l'ambientazione del programma fu spostata al rinnovato Studio TC1 del Television Centre, a West London.
La diciannovesima serie, iniziata nell'autunno 2022, si tenne in uno studio stabile per la prima volta dopo tre anni.